# Đời sống Nhân dân Trên hết
Đời sống Nhân dân Trên hết (kanji: 国民の生活が第一, rōmaji: Kokumin no seikatsu daiichi, phiên âm Hán-Việt: Quốc dân sinh hoạt đệ nhất) là một chính đảng ở Nhật Bản. Đảng này được thành lập ngày 11 tháng 7 năm 2012. Đảng được gọi tắt là Sinh hoạt (Seikatsu), tên giao dịch tiếng Anh là People's Life First, viết tắt tiếng Anh là LF). Ngay trước cuộc tổng tuyển cử Nhật Bản 2012, các thành viên của đảng trong Quốc hội đã gia nhập Đảng tương lai Nhật Bản, một chính đảng mới được thành lập mới thành lập. Đảng Đời sống Nhân dân Trên hết bị giải thể sau đó. Đảng Tương lai đã tham gia cuộc bầu cử với 12 thành viên ở thượng viện và 61 thành viên ở hạ viện nhưng chỉ có 9 thành viên tái đắc cử.

## Thành lập
Ngày 26 tháng 6 năm 2012, khi Hạ nghị viện Nhật Bản quyết nghị thông qua dự luật tăng thuế suất tiêu thụ do Nội các của Thủ tướng Noda Yoshihiko đề xuất, một nhóm nghị sĩ và đảng viên đảng Dân chủ cầm quyền do Ozawa Ichirō cầm đầu đã phản ứng lại bằng cách ly khai đảng Dân chủ và thành lập đảng Đời sống Nhân dân Trên hết. Bằng cách này, dù mới thành lập và chưa từng tranh cử, đảng Đời sống Nhân dân Trên hết vẫn chiếm 37/480 ghế ở Hạ nghị viện và 12/242 ghế ở Thượng nghị viện.
Chủ trương của đảng Đời sống Nhân dân Trên hết là phản đối tăng thuế tiêu dùng, từ bỏ năng lượng hạt nhân, ủng hộ chủ nghĩa địa phương.